# Castine-en-Plaine
Castine-en-Plaine is een gemeente in het Franse departement Calvados (regio Normandië). De plaats maakt deel uit van het arrondissement Caen. Castine-en-Plaine is op 1 januari 2019 ontstaan door de fusie van de gemeenten Hubert-Folie, Rocquancourt en Tilly-la-Campagne. Castine-en-Plaine telde op 1 januari 2022 1.758 inwoners.

## Geografie
De oppervlakte van Castine-en-Plaine bedroeg op 1 januari 2022 8,23 vierkante kilometer; de bevolkingsdichtheid was toen 213,6 inwoners per km².

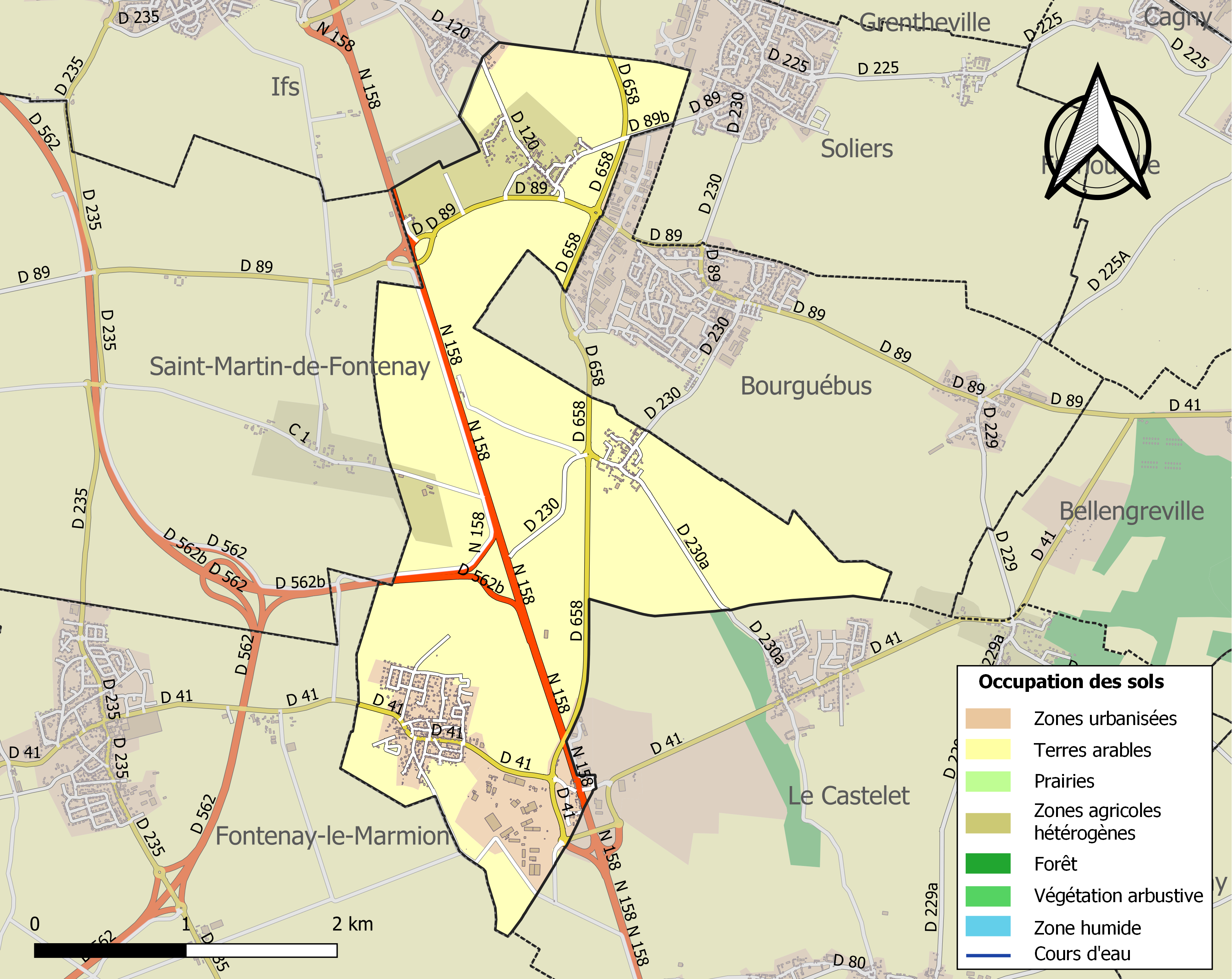
Kaart van de gemeente met de belangrijkste infrastructuur, bodemgebruik en omliggende gemeenten